# Neolissochilus dukai
Neolissochilus dukai és una espècie de peix cipriniforme de la família dels ciprínids que es troba a la conca del riu Salween.